# Loncomeo
El loncomeo o lokorml es una rogativa, un estilo musical y una danza del folklore tehuelche-mapuche. Se trata de una "danza pantomímica e imitativa de carácter exclusivamente masculino", que se baila al son del kultrún. Suele asociarse al ngillatún, principal ceremonia espiritual mapuche, siendo una de las danzas que se realizan en su decurso.
El loncomeo tradicional ha dado origen a una forma musical folklórica moderna, a la que recurren habitualmente compositores y músicos que interpretan música patagónica. En el rescate del loncomeo para componer canciones folclóricas se destacaron el conocido loncomeo "Quimey Neuquén" (música de Marcelo Berbel, letra de Milton Aguilar). Otros conocidos loncomeos son la "Rogativa de loncomeo" de Marcelo Berbel (interpretada por José Larralde) y el "Loncomeo" de Rubén Patagonia.

## Origen y denominación
Loncomeo, proviene del mapudungun "lonco" (cabeza) y "meu" (con). El término hace referencia a la característica más distintiva de la danza, en la que los bailarines sacuden sus cabezas vigorosamente sin perder el ritmo.
El investigador Rodolfo Casamiquela ha sostenido que su origen es tehuelche quienes la transmitieron a los mapuches durante el proceso de mapuchización de los pueblos patagónicos y pámpidos durante lo siglos XVI, XVII, XVIII y XIX. Así esta danza es típica del pueblo tehuelche-mapuche.

## Características
El loncomeo es una danza exclusivamente masculina, bailada por seis hombres semidesnudos y descalzos, de los cuales los cinco primeros tienen pintadas sus cabezas de plumas y el último representa la cola. 
En el choike pürun (baile del ñandú), uno de los principales subgéneros del loncomeo, los bailarines imitan los movimientos de la cabeza del choique.
En comunidades de la zona precordillerana de la Novena Región, se hace imita los movimientos del Treile o Vanellus chilensis.